# Ghul (Miniserie)
Ghul ist eine dreiteilige indische Horror-Miniserie aus dem Jahr 2018 von Patrick Graham, die auf dem arabischen Mythos des Ghul basiert und von Graham ursprünglich als Film intendiert war.
Alle 3 Folgen wurden am 24. August 2018 weltweit am Stück auf Netflix veröffentlicht.

## Handlung
Die Serie spielt in einer dystopischen, nahen Zukunft, in der nach religiösen Terroranschlägen die Regierung einen faschistischen Polizeistaat mit der neuen Sicherheitsbehörde „National Protection Squad“ (NPS) etabliert hat. Bürger, die sich regierungskritisch, anti-national verhalten und entsprechende Gedanken und Literatur verbreiten, werden wegen Terrorverdachts zur Umerziehung verhaftet.
Die Muslima Nida Rahim, die eine Ausbildung an der Akademie des NPS in der Abteilung „Erweiterte Verhörmethoden“ macht, zeigt ihren Vater, einen Lehrer, wegen aufrührerischer Literatur an und wird vor Abschluss ihrer Ausbildung in das Verhörzentrum „Meghdoot 31“ befördert, wo am selben Tag ihrer Ankunft auch der Gefangene Ali Saeed, der gefährlichste Terroristenführer und größte Feind des Staates, eingeliefert wird.
Nachdem dieser bei mehreren Verhören verschiedene Verhöroffiziere dazu gebracht hat, die Beherrschung zu verlieren, indem er ihre Sünden und Geheimnisse offenlegte, kommt Nida dahinter, dass der Gefangene kein Mensch ist, sondern ein Ghul.

## Mythologie des Ghul
Im persisch-arabischen Kulturkreis ist ein Ghul ein gefährlicher Dämon, der seine Gestalt verändern kann und Menschen verschlingt. Diese Eigenschaften hat er auch in der Serie. Hier wird er als durch einen Handel beschworener Rachedämon dargestellt. Wenn der Ghul sich in seiner eigentlichen Gestalt enthüllt, wird er im Körper der letzten übernommenen Person, aber mit blaugrauer Haut, überlangen und spitzen Fingernägeln und Zähnen und vollständig schwarzen Augen gezeigt. Nida, die dann bereits ahnt, dass Ali Saeed kein Mensch ist, aber noch nicht versteht, was er stattdessen ist, erhält in der dritten Folge durch den Mawlawi eine Erklärung über die Mythologie und Eigenschaften des Ghuls, die auch für die Zuschauer die erste Erwähnung und Erklärung des Serientitels ist:

„In den arabischen Legenden gibt es einen Ghul. Der Mann, den ihr eingesperrt habt, dieser Ali Saeed, ist kein Mensch, ein Ghul, ein Dschinn! Die Hindu nennen so einen Monster oder der Teufel. Jeder kann den Ghul herbeirufen. Er muss dafür seine Seele verkaufen und dieses Zeichen hier mit Blut malen. … Zuerst zeigt uns der Ghul alle unsere Sünden, und dann werden sie sein Werkzeug. Er benutzt sie, um uns restlos zu vernichten. […] Das ist genau seine stärkste Waffe. Er übernimmt die Identität der letzten Person, in deren Fleisch er seine Zähne geschlagen hat.“

Das Symbol zur Beschwörung des Ghuls besteht aus zwei Viertelkreisen einer oberen Kreishälfte, die an den Ecken durch einen Bogen verbunden werden. Zu dem Ritual gehört außerdem die Wiederholung der Formel: „Vollende die Aufgabe, offenbare ihre Schuld, friss ihr Fleisch,“ welche den Titel der dritten Episode bildet.
Teile der Erklärung des Mawlawi hat Netflix für den dritten Trailer zu Ghul vom 9. August verwendet, der „What is Ghoul?“ betitelt ist und den Serientitel erklären soll. Netflix selbst fügte folgende Beschreibung zum Ghul hinzu:

„According to Arabic folklore, a Ghoul is a demonic phantom or an evil spirit that blends in right with humans. The Ghoul is flaccid and can take the shape of any human. A human can trade his/her soul to call upon the Ghoul. It is also considered a fiendish Jinn who dwells in your past guilt, feeds on it and makes you feel remorseful.“

„Laut arabischer Folklore ist ein Ghul ein dämonischer oder böser Geist, der sich den Menschen genau anpasst. Der Ghul ist von schlaffer Gestalt und kann die Form jedes Menschen annehmen. Ein Mensch kann seine Seele eintauschen, um den Ghul herbeizurufen. Er wird auch als teuflischer Dschinn betrachtet, der in deiner Schuld der Vergangenheit haust, sich von ihr nährt und dich ein schlechtes Gewissen fühlen lässt.“

## Entstehungsgeschichte und Produktion
Nach Eigenaussage hatte der 2010 nach Mumbai gezogene britische Filmemacher Patrick Graham, nachdem er viel über moderne Folter, etwa über 9/11 und Camp X-Ray gelesen hatte, einen Albtraum über einen Insassen einer Haftanstalt, der die Wärter und Gefangenen in Angst versetzt, und nach dem Aufwachen diesen in ein Drehbuch entwickelt. Zur Frage über die Art des dunklen Übernatürlichen in seiner Geschichte stieß Graham bei der Lektüre über arabische Folklore auf den Ghul, der aufgrund seiner Eigenschaften perfekt passe. Graham wollte ein Monster einer bislang im Horror ungesehenen Mythologie verwenden, Zombies, Vampire und Werwölfe seien zu abgedroschen.
Das Drehbuch sollte ursprünglich ein Kinofilm werden, hatte aber Probleme mit der Zensurbehörde, möglicherweise wegen der Darstellung der Armee. Nach der Verkündung einer Partnerschaft der Produktionsfirmen Blumhouse Productions, Ivanhoe Pictures und Phantom Films am 3. September 2014 zur Produktion von indischen Horrorfilmen trat Graham an Phantom Films und Ghul wurde die erste Produktion dieser Partnerschaft. Die Dreharbeiten begannen in Indien 2016. Gedreht wurde im Keller des Tulip Star Hotels, laut Hauptdarstellerin Apte über einen Monat lang 14 Stunden am Tag in einem feuchten, dunklen und übelriechenden Ort. Nachdem etwas Material für den Film gedreht worden war, empfand Graham, dass ein längeres Format der Geschichte besser gerecht werden würde, und wandelte sie in eine Miniserie um, nachdem Netflix im Februar 2018 die Rechte an der Produktion erwarb. Dadurch konnten Hintergrundgeschichten für mehr charakterliche Tiefe hinzugefügt werden; ein großer Teil der ersten Episode, die die Beziehung zwischen Nida und ihrem Vater zeigt, besteht aus solchem zusätzlichem Material.

### Marketing und Veröffentlichung durch Netflix
Für Netflix ist die Serie die zweite indische Serien-Produktion nach Der Pate von Bombay von Phantom Films, die im Juli 2018 erschien. Bereits dort wirkten Produzent Vikramaditya Motwane und Schauspielerin Radhika Apte mit. Die Werbung zu Ghul in Indien nahm hierauf Bezug, indem alte Plakate für Der Pate von Bombay mit dem Ritualsymbol in Blut zur Beschwörung des Ghuls übermalt wurden. Netflix veröffentlichte ab Juli insgesamt drei Trailer zu Ghul, darunter einen ohne Worte und einen, der den Serientitel erklärt. Die Vorpremiere der Serie fand am 22. August 2018 in Mumbai auf einem zum Horror-Genre passenden schwarzen Teppich statt. Veröffentlicht wurde Ghul auf Netflix weltweit am 24. August.

## Episodenliste
| Nr. | Deutscher Titel                          | Originaltitel                       | Erstveröffentlichung | Regie          | Drehbuch       |
| --- | ---------------------------------------- | ----------------------------------- | -------------------- | -------------- | -------------- |
| 1 | Aus dem rauchlosen Feuer                 | Out of the Smokeless Fire           | 24. Aug. 2018        | Patrick Graham | Patrick Graham |
| Die religiöse Gewalt im Land nimmt Überhand und die Regierung geht dagegen mit geheimen Gefangenenlagern rigoros vor. Eine Antiterroreinheit stürmt einen vermuteten Terroristenunterschlupf und trifft dort einen verstörten mit Blut beschmierten Mann, der immer wieder sagt: „Alle sind tot.“ Weiter hinten finden sie den Terroristenführer Ali Saeed, der dem Hauptmann der Einheit etwas ins Ohr flüstert, und nehmen ihn gefangen. Ein Monat vorher: Nida Rahim und ihr Vater, der Literatur für seine Studenten dabei hat, geraten in eine Polizeikontrolle und ihr Vater wird drangsaliert, aber Nida kann dafür sorgen, dass sie durchgelassen werden. Ihr Vater ruft wütend, dass sie dafür bezahlen werden. Später aber zeigt sie ihren Vater wegen aufrührerischer Literatur an. Bei der ersten Befragung bittet sie ihn zu kooperieren und lässt sich versichern, dass er unversehrt entlassen wird. Jetzt: Nidas Ausbildung wird auf Order des Oberstleutnant Dacunha vorzeitig abgebrochen und sie in das Verhörzentrum Meghdoot 31 befördert. Major Laxmi Das äußert Zweifel an Nida aufgrund ihrer Religion, weil auch unter den Gefangenen Muslime sind. Nach einer Führung erfährt sie, dass auch der gefangene Terroristenführer Ali Saeed ankommen wird und sie ihn befragen soll. Laxmi zweifelt auch Dacunha an, weil er wieder trinkt. Ali Saeeds Ankunft erfolgt in der Nacht bei Gewitter. |                                          |                                     |                      |                |                |
| 2 | Die Albträume werden beginnen            | The Nightmares Will Begin           | 24. Aug. 2018        | Patrick Graham | Patrick Graham |
| Bei der ersten Befragung nach seinem Namen schweigt Ali Saeed, aber als Nida ihn schlagen und befragen soll, sagt er ihr „Nidu“, wie sie nur ihr Vater genannt hat, und sie ist vor Verwirrung unfähig ihn zu schlagen. In der Pause haben alle Wärter Albträume, Nida welche von ihrem Vater. Bei der nächsten Befragung mit Chaudhari und Gupta ist plötzlich ein schreiendes Baby zu hören und Saeed fragt, wessen Idee es war, die Frau und das Kind zu töten. Dies führt zu einem Streit, bei dem Chaudhari Gupta ersticht. Als Nächstes will Dacunha Saeed allein befragen, als dieser anfängt, etwas in einer unbekannten Sprache zu sagen. Nida lässt es den islamischen Geistlichen hören, der sagt, es sei Aramäisch, was Ali Saeed eigentlich nicht kann. Saeed spricht plötzlich mit der Stimme von Dacunhas Frau und gibt einen Streit zwischen ihnen wieder. Wütend richtet Dacunha Saeed elektrisch hin, was einen Stromausfall verursacht. Während alle anderen weggehen, hört Nida die Stimme ihres Vaters und fragt den bewusstlosen Saeed über ihn, als sie in der Dunkelheit den Ghul sieht. Als die anderen wiederkehren, versucht sie, sie zu warnen, dass Saeed kein Mensch ist, und Dacunha lässt Faulad Singh, einen berüchtigten Verhörspezialisten, nach Meghdoot holen. |                                          |                                     |                      |                |                |
| 3 | Offenbare ihre Schuld, friss ihr Fleisch | Reveal Their Guilt, Eat Their Flesh | 24. Aug. 2018        | Patrick Graham | Patrick Graham |
| Während Faulad Singh in Ali Saeeds Zelle ist, erfährt Nida von dem Mawlawi, dass Saeed ein Ghul ist, ein menschenfressender Gestaltwandler, der durch ein Ritual beschwört werden kann. Der Ghul Saeed frisst Faulad Singh und befreit in dessen Gestalt die Gefangenen außer den stummen Achmed, der in einer Spezialzelle sitzt. Nida wird von Singh verfolgt, erreicht aber rechtzeitig die anderen Wärter, die ihr jedoch die Geschichte nicht glauben. Stattdessen verdächtigt Major Das Nida, selbst die Gefangenen befreit zu haben und eine Terroristin zu sein, und enthebt mit den anderen Dacunha, weil dieser viel trinkt. Nida und Achmed werden in eine Kammer gesperrt, wo sie die anderen Gefangenen finden, die sich dort versteckt haben. Nida erfährt von ihnen, dass Chaudhari und Gupta Achmeds Frau und Sohn getötet haben, um ihn zum Reden zu bringen, und erkennt, dass sie sich in einer Exekutionskammer befinden, in der auch ihr Vater getötet worden war. Durch den Fund einer Gefangenenleiche wird klar, dass einer von ihnen der Ghul ist. Während der Mawlawi, der Ghul, die anderen angreift, entkommen Nida und Achmed durch einen Kamin, aber sie wird dabei gebissen. Oben schleichen die beiden in Dacunhas Zimmer und verstecken sich vor einem Wärter, unten finden die Wärter Nida in der Kammer. Während oben der Ghul in Nidas Gestalt den Soldaten angreift, wird Nida unten von Laxmi gequält, die erzählt, dass Ali Saeeds bei der Gefangennahme Nidas Namen genannt hat, aber Laxmi wird von Dacunha getötet. Er erzählt Nida, dass ihr Vater den Ghul beschworen hat, und sie erkennt, dass dieser mit seiner Kritik an den Methoden Recht hatte. Die letzten Lebenden versammeln sich in Dacunhas Zimmer, wo Nida die Aufnahme von der Befragung ihres Vaters abspielen lässt und hört, dass er geplant hat, dass sie Zeugin der Taten des Ghuls wird. Während Nida und Achmed dem Ghul durch ein zerschossenes Fenster entkommen, zündet Dacunha eine Handgranate, um ihn zu töten. Nachdem die gerufene Verstärkung da ist, kommt auch Dacunha nach draußen, doch Nida hält ihn für den Ghul und tötet ihn. Sie wird verhaftet und führt in der Zelle das Ritual zur Beschwörung des Ghuls durch. |                                          |                                     |                      |                |                |

## Besetzung und Synchronisation
Die deutschsprachige Synchronisation entsteht nach einem Dialogbuch und unter der Dialogregie von Angelika Scharf durch das CSC-Studio in Hamburg.
| Rolle                        | Darsteller              | Synchronsprecher |
| ---------------------------- | ----------------------- | ---------------- |
| Nida Rahim                   | Radhika Apte            | Linda Fölster    |
| Oberstleutnant Sunil Dacunha | Manav Kaul              | Clemens Gerhard  |
| Ali Saeed                    | Mahesh Balraj           | Tomas Kröger     |
| Major Laxmi Das              | Ratnabali Bhattacharjee |                  |
| Shahnawaz Rahim              | S. M. Zaheer            |                  |

## Rezeption
In der IMDb erreicht Ghul eine Bewertung von 7,2 bei über 10.000 angegebenen Bewertungen und bei Rotten Tomatoes eine Kritikerwertung von 86 % und eine Zuschauerbewertung von 79 %. Der dort formulierte Kritikerkonsens lautet: „Kurz, schaurig und überraschend ergreifend; Ghuls angereicherte Sorte von Horror ist bekannt, aber wirkungsvoll.“
In der indischen Rezeption wird besonders die politische Kritik der Serie gelobt. „Ghoul packt gesellschaftlichen Wandel an der Seite von Religion auf eine wirkungsvolle und dramatische Weise an.“ Saraswati Datar der News Minute schreibt:

“In a global environment where regimes in India and abroad are trying to make countries ‚great‘ again or bring back ‚ache din‘, Ghoul sounds a warning bell of the dangerous consequences of state sponsored intolerance. Like its titular ghoul, it reflects the cruelty and depravity we are all capable of and is an unfortunate reminder that inspite of the millions who lost their lives over the centuries, human beings are a cursed lot who will succumb to the same divisive demons of religion, politics, and their lovechild, intolerance.”

„In einem weltweiten Umfeld, in dem Regimes in Indien und außerhalb versuchen, ihre Länder wieder großartig zu machen oder „ache din“ (Hindi für „gute Tage“) zurückzubringen, lässt Ghul eine Warnung vor den gefährlichen Folgen staatlich unterstützter Intoleranz ertönen. Wie der titelgebende Ghul spiegelt sie die Grausamkeit und Verderbtheit wider, der wir alle fähig sind, und ist eine bedauerliche Mahnung, dass trotz der Millionen, die über Jahrhunderte ihre Leben verloren haben, Menschen dazu verflucht, den selben spalterischen Dämonen von Religion, Politik und deren Kind Intoleranz zu erliegen.“

Der Plot der Serie wird häufig für subversiv befunden. Rohan Naahar der Hindustan Times kritisiert aber, dass der politische Aufbau und Subtext des Anfangs unter dem übernatürlichen Horror aufgegeben und begraben werde.
In Deutschland empfindet Juliane Klein von Citizen Z die Serie als „willkommene Abwechslung“ und urteilt positiv: „Obwohl der Hintergrund zu manchen Gegebenheiten in Richtung Mystery und Aberglauben tendierte, schaffte es der Kontrast zu Terror- und Militär-Thematik dies wunderbar wieder einzufangen. Hier konnte die Story und vor allem die filmische Leistung aufblühen und mit dem Zuschauer eine Gratwanderung durchleben zwischen düsterer Folklore und realem Wahnsinn.“ Deutlich negativer und insgesamt nur durchschnittlich fällt die Wertung auf film-rezensionen.de aus:

„Problematischer ist da schon die Idee, eigentlich zwei Geschichten miteinander verbinden zu wollen. Da wäre auf der einen Seite die durch das Szenario vorgegebene: Ghul erzählt von einer Welt voller Angst und Gehirnwäsche, in der jeder jeden verraten würde. Eine Art 1984, nur eben in Indien. Das ist als Idee reizvoll, wird hier aber kaum ausgearbeitet. Nach dem stärker auf Terror schielenden Anfang mit einer psychologischen Komponente wechselt die Serie anschließend zu einem reinen übernatürlichen Horror. Aber auch hier verpasst es Ghul, sich eine eigene Identität aufzubauen. Anders als der Geheimtipp Under the Shadow, der geschickt iranisches Gesellschaftsporträt mit folkloristischem Horror verband, kommt hier beides zu kurz. Dass sich Graham für sein titelgebendes Monster in der persisch-arabischen Mythologie bediente, anstatt sich in der indischen umzuschauen, ist das bedauerlichste Versäumnis. Von Horror made in India ist hier nichts zu sehen.
Sieht man einmal darüber hinweg, dass Ghul nicht nur das anfängliche Szenario, sondern auch die Chance auf originären Grusel vergeudet, ist die Serie aber doch zumindest solide. Vor allem Mahesh Balraj als mysteriöser Gefangener hinterlässt einen guten, weil tatsächlich furchteinflößenden Eindruck. Mit einem übernatürlichen Wesen in einem Verlies eingesperrt zu sein, ist zudem immer dankbar. So richtig viel wurde daraus dann aber doch nicht gemacht, auch die Fähigkeiten des Ghuls werden viel zu wenig genutzt, von den langweiligen Figuren ganz zu schweigen. Vom erhofften Highlight ist die Jagd auf Verbrecher und Monster daher leider weit entfernt. Als Horror für einen Videoabend ist diese exotisch angehauchte Variante aber nicht die schlechteste Wahl.“

## Auszeichnung und Nominierungen
Ghul gewann bei den Golden Trailer Awards 2019 für das beste Horror/Thriller-Poster einer Fernseh- oder Streaming-Serie. Bei den Indian Television Academy Awards 2018 waren die beiden Darstellerinnen Radhika Apte als beste Schauspielerin und Ratnabali Bhattacharjee als beste Nebendarstellerin in einer Webserie nominiert.